# Jökull Ingimundarson
Jökull Ingimundarson (n. 918) foi um caudilho víquingue de Hof, Vatnsdalur, Islândia. Filho de Ingimundur Þorsteinsson, fundou um assentamento em Tungumúla í Vatnsdal. A sua propriedade estava localizada em Jökulsstaður, que adquire o seu nome.
É um dos personagens príncipais da saga Vatnsdœla; um hábil guerreiro com um sexto sentido muito apurado, em constante melhoria e aperfeiçoamento. Homem de carácter taciturno e distante, rebelde, teimoso, mas valente para todos. Conquistou a espada do clã familiar Ættartangi. Quando Eyvindur sörkvir de Austur-Húnavatnssýsla, grande amigo do seu pai, teve conhecimento do assassinato de Ingimundur na mãos do infame Hrólleifur Arnaldsson, enviou os seus filhos Hermund e Hrómundur para apresentar as suas condolências e apoio com as suas armas.
Jökull aparece também na saga de Grettir e na saga de Finnboga ramma.